# John Archibald Wheeler
John Archibald Wheeler (Jacksonville, 9 de julho de 1911 – Hightstown, 13 de abril de 2008) foi um físico teórico estadunidense.
Um dos últimos colaboradores de Albert Einstein, tentou formular a concepção de Einstein de uma teoria do campo unificado.
Introduziu a Matriz S, fundamental na física de partículas. Foi um dos pioneiros na teoria de fissão nuclear.
Também é conhecido por cunhar o nome popular para o fenômeno espacial das estrelas colapsadas gravitacionalmente, a expressão buraco negro. Acadêmicos orientados por ele incluíram Richard Feynman e Kip Thorne.

## Projeto Matterhorn B
Wheeler trabalhou no início dos anos 1950 no projeto para desenvolver a Bomba de hidrogénio.
Em janeiro de 1953, deixou acidentalmente um documento confidencial sobre a bomba de hidrogénio num comboio enquanto viajava da sua casa em Princeton para Washington DC.
O documento que Wheeler deixou no comboio não era um relatório técnico comum, era a história oficial do desenvolvimento da bomba de hidrogénio, com base em fontes documentais com seis páginas e Wheeler deveria verificar os detalhes técnicos, esquecendo-se do documento na casa de banho. Os documentos nunca foram recuperados e o seu paradeiro permanece um mistério até hoje, embora existam muitas teorias especulativas.
Morreu em 13 de abril de 2008 de pneumonia, aos 96 anos de idade.